# Медиана
Вижте пояснителната страница за други значения на Медиана.
В геометрията, медианата е отсечката в триъгълника, която свързва всеки негов връх със средата на срещуположната му страна. Всеки триъгълник има точно 3 медиани, съответно на броя върхове.
Медианата разделя лицето на триъгълника на 2 равни части. 3-те медиани се пресичат в медицентъра (наричан още център на тежестта) на триъгълника. Медицентърът разделя медианите в отношение 2:1, считано от върха към средата на срещуположната страна.
Всяка друга отсечка, която разделя лицето на триъгълник на 2 равни части, не минава през медицентъра му.

## Дължина
В правоъгълен триъгълник дължината на медианата към хипотенузата е равна на половината от дължината на хипотенузата.
Като следствие от Теоремата на Стюарт получаваме:
{\displaystyle m_{a}={\sqrt {\frac {2b^{2}+2c^{2}-a^{2}}{4}}}}
където медианата {\displaystyle m_{a}} разполовява страната a;
a, b, c – страните на триъгълника